# Das Verschwinden des Josef Mengele
Das Verschwinden des Josef Mengele ist ein Spielfilm von Kirill Serebrennikow aus dem Jahr 2025. Bei dem Historiendrama handelt es sich um eine Verfilmung des gleichnamigen Romans von Olivier Guez (Originaltitel: La disparition de Josef Mengele). Die Hauptrolle des nationalsozialistischen Kriegsverbrechers Josef Mengele übernahm August Diehl. Die deutsch-französische Koproduktion wurde im Mai 2025 beim Filmfestival von Cannes uraufgeführt.

## Handlung
Buenos Aires im Jahr 1956: Der NS-Arzt Josef Mengele lebt untergetaucht in Argentinien. Dort wird er von den lokalen Behörden geduldet, doch der Druck wird für ihn immer spürbarer. Als Adolf Eichmann verhaftet wird, flüchtet Mengele nach Brasilien. Bis zuletzt erhält er Unterstützung durch seine Familie in Deutschland. Diese ist an der Aufarbeitung von Mengeles Verbrechen nicht interessiert.

## Veröffentlichung
Die Weltpremiere von Das Verschwinden des Josef Mengele (internationaler Titel: The Disappearance of Josef Mengele) fand am 20. Mai 2025 im Rahmen des 78. Filmfestivals von Cannes statt. Die Produktion wurde für Sektion Cannes Premières ausgewählt, die für Werke bestimmt ist, die keinen Platz im Hauptwettbewerb um die Goldene Palme erhielten.
Ein regulärer Kinostart in Deutschland ist ab 23. Oktober 2025 im Verleih von DCM geplant. Filmproduzent Felix von Boehm plant die Veröffentlichung mit Gesprächen zu begleiten.